# Бердянский уезд
Бердянский уезд — уезд Таврической губернии Российской империи. Был образован в 1842 году. На востоке граничил с Мариупольским уездом (Екатеринославская губерния), на севере — с Александровским уездом (Екатеринославская губерния), на западе— с Мелитопольским уездом (Таврическая губерния), на юге омывался Азовским морем. В ходе советской административной реформы Бердянский уезд был упразднён, и его земли в 1923 году были разделены между Мелитопольским и Мариупольским округами Екатеринославской губернии.

## История
Северная и восточная границы уезда по течению речек Берды, Токмачки и Конки имели некогда стратегическое значение, потому что с 1743 по 1789 год служили рубежом между Россией и Турцией. По этому рубежу была устроена в 1770 году так называемая Днепровская линия, состоявшая из нескольких укреплений.

## География
Восточная граница уезда проходила по реке Берде, так что Бердянск находился у самой границы с Мариупольским уездом, на запад же земли уезда тянулись до реки Молочной, так что даже сёла Константиновка и Вознесенка, расположенные в нескольких километрах от Мелитополя, входили не в Мелитопольский уезд, а в Бердянский.

## Население
В конце XIX века население уезда без города составляло 227780 душ обоего пола, обитающих в 180 селениях, из которых 11 имели более чем по 500 дворов. Жилых строений во всех поселках было 27370. По вероисповеданиям население состояло: из православных — 184815 ч., раскольников 9780 человек, римско-католиков — 346 чел., армяно-григориан — 48 человек, протестантов — 29265 человек, евреев — 3416 чел., магометан — 110 чел.. На 1887 год, по результатам ревизии, согласно «Памятной книге Таврической губернии 1889г», уезд включал следующие волости:
- Андреевская
- Андреево-Старо-Троянская
- Берестовацкая
- Больше-Токмакская
- Белицкая
- Вознесенская
- Гальбштадтская
- Гвандефельдская
- Мало-Токмакская
- Нейгофнунгская
- Николаевская
- Ново-Алексеевская
- Ново-Васильевская
- Ореховская
- Петропавловская
- Покровская
- Поповская
- Преславская
- Романовская
- Сладко-Балковская
- Царёводаровская
- Черниговская

## Хозяйство
Частновладельческой земли в у. 40260 десятин, крестьянской общественной 700325 д., казенной 30390 дес., церковной и вакуфной 4935 дес., монастырской — 1000 д., городской 13629 дес., земли других учреждений — 1944 дес.; у двор.: 22747 дес., у купечества — 8777 дес., мещан 161 дес., у крестьян-собственников — 8575 дес. Садоводство и шелководство весьма развиты, а также немалую роль играет и скотоводство, хотя условия содержания скота крайне незавидны по недостатку специальных пастбищ. Скота в уезде считается: лошадей 80190, рогатого скота 99910, овец 330000 и свиней 40000 голов.
Учебных заведений в уезде 174, в том числе земских школ — 106, центральных немецких училищ — 3. Больниц в уезде 4, с 95-ю кроватями (из них Бердянская больница с 45 кроватями служит и для городского населения).